# Brahmagupta

Prova do teorema de Brahmagupta

Brahmagupta (em sânscrito:  ब्रह्मगुप्त; ouvirⓘ; Bhinmal, Rajastão, 598 — Provavelmente em Ujaim (atual Madhya Pradesh), 668) foi um matemático e astrônomo indiano. que ocupa lugar de destaque na história da civilização oriental, tendo sido considerado por Bhaskara II "uma joia no círculo dos matemáticos" (Ganakacakracudamani).
Brahmagupta foi o primeiro a dar regras para calcular com zero. Os textos compostos por Brahmagupta estavam em verso elíptico em sânscrito, como era prática comum na matemática indiana. Como não são dadas provas, não se sabe como os resultados da Brahmagupta foram derivados.

## Vida
De acordo com suas próprias palavras, Brahmagupta teria nascido em 598. Era filho de um homem chamado Jishnugupta, da cidade de Bhillamala, no império de Harsha (atual Bhinmal, próxima ao monte Abu, no Rajastão). Por sua origem, é referido como "o professor de  Bhillamala" (Bhillamalacarya).[carece de fontes?] O sufixo -gupta sugere que a família era da casta Vaisya, composta principalmente por fazendeiros e comerciantes. No entanto, Brahmagupta teve a oportunidade de viver, estudar e ensinar em Ujaim, uma cidade no Estado de Gwalior, na Índia Central. Naquela época, Ujaim era o centro da matemática e astronomia hindus e contava com o melhor observatório de toda a Índia. Em Ujaim, Brahmagupta também teve acesso aos escritos de muitos dos grandes cientistas que o precederam, incluindo os de Alexandria (Heron, Ptolemeu e Diofanto) e seu conterrâneo antecessor Ariabata. Não se sabe ao certo quem o ensinou, mas sabe-se que ele conhecia os cinco Siddanthas da astronomia indiana. Posteriormente, Brahmagupta se dedicaria bastante a essas fontes em seus próprios escritos, corrigindo erros nas fórmulas de Ariabata para calcular áreas e volumes de pirâmides e cones. O próprio Brahmagupta também propôs problemas, dentre os quais o mais célebre foi o cálculo do ponto de quebra de uma vara de bambu de dez pés cuja ponta atinge o chão a três pés do caule. Esse problema apareceu pela primeira vez no texto chinês Chiu-chang shuan-shu (c. 50 a.C.–100 d.C.); aritmética em nove seções), cujo autor e data são muito incertos. Foi chefe do observatório astronômico em Ujaim.
Outra influência de Ujaim foi no estilo de escrita de Brahmagupta. Como outros cientistas hindus, incluindo Ariabata antes dele, ele escreveu seus textos como poemas. A prática indiana era ornamentar todos os problemas aritméticos, especialmente aqueles em textos escolares, em um padrão poético, moldando-os em quebra-cabeças que serviam como entretenimento popular. Brahmagupta escreveu que seus problemas matemáticos foram elaborados apenas por prazer e que um sábio poderia inventar outros mil ou resolver problemas apresentados por outros, "eclipsando portanto seu brilho, assim como o sol eclipsa as demais estrelas no céu".

## Obra
Durante sua vida em Ujaim, Brahmagupta escreveu quatro textos sobre matemática e astronomia: Brahmasphutasiddhanta, Cadamekela, Durkeamynarda e Khandakhadyaka.

### Brahmasphutasiddhanta
A obra-prima de Brahmagupta foi escrita em sânscrito e na forma de 1008 versos em métrica arya, divididos em 24 capítulos. É provável que tenha sido finalizado em 628, de acordo com a afirmação do próprio autor, confirmada por estimativas baseadas em dados astronômicos e de trabalhos de outros cientistas hindus. A maior parte do trabalho trata sobre astronomia, aritmética e geometria. Demais capítulos tratam sobre a kuttaka, ou álgebra. Em astronomia, Brahmagupta estudou os movimentos dos planetas, as conjunções planetárias e os problemas de espaço, tempo e distância relacionados aos astros. Ele descreveu corretamente os fenômenos de eclipses solares e lunares como sendo projeções das sombras do Sol e da Lua. Um dos capítulos foi dedicado a instruções e uso de diversos instrumentos astronômicos.

## Legado

Ilustração da fórmula de Brahmagupta.

É considerado o pai da aritmética, da álgebra e da análise numérica. A aritmética moderna usada atualmente espalhou-se pela Índia  e Arábia e então para a Europa. Inicialmente, era conhecida como Al Hind em língua árabe e De Numero Indorum em latim. De Numero Indorum significa "método dos indianos" e tornou-se a aritmética em uso substituindo os numerais romanos e os métodos baseados em ábaco. A adição, subtração, divisão e outras operações fundamentais usando numerais árabes apareceram em Brahmasputha Siddhanta. Foi ele quem ensinou astronomia aos árabes antes que eles estivessem familiarizados com Ptolemeu.
Seu trabalho teve impacto significativo nas construções matemáticas. Brahmagupta popularizou o conceito do zero e definiu regras para a aritmética com números negativos e com o zero, que são próximas ao entendimento atual da matemática moderna. A maior divergência é que Brahmagupta tentou definir  a divisão por zero, uma situação considerada inexistente na matemática moderna. Sua definição de zero como um número era acurada exceto que ele considerava 0/0 igual a 0, sendo que considera-se atualmente que essa quantidade não pode ser definida.
Em 628, Brahmagupta forneceu a primeira solução geral para a equação quadrática:
{\displaystyle ax^{2}+bx+c=0}
Que é equivalente a:
{\displaystyle x={\frac {{\sqrt {4ac+b^{2}}}-b}{2a}}}